# Günther Bauch
Günther Bauch (ur. 30 kwietnia 1939 w Halle) – wschodnioniemiecki zapaśnik walczący w stylu wolnym. Olimpijczyk z Tokio 1964, gdzie zajął siódme miejsce w kategorii 87 kg.
Dwunasty na mistrzostwach świata w 1963. Siódmy na mistrzostwach Europy w 1967.
Mistrz NRD w 1961, 1963, 1965, 1966, 1967 i 1969; drugi w 1970 roku.